# アンリ・ゲラール

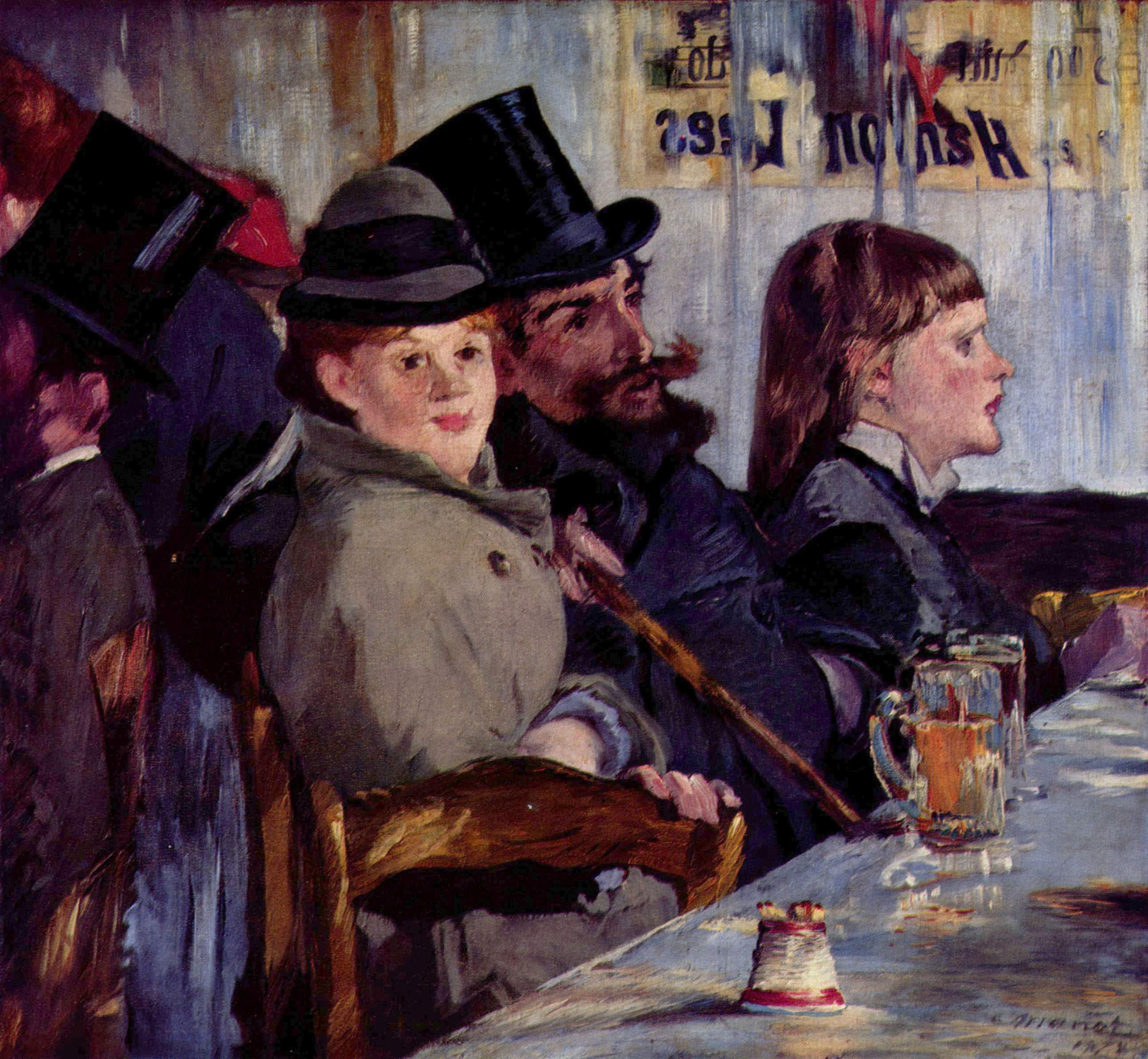
エドゥアール・マネ作の『カフェで』(1878)、中央の男性のモデルはアンリ・ゲラールで、女性のモデルは女優のエレン・アンドレ

アンリ・シャルル・ゲラール（Henri Charles Guérard、1846年4月26日 - 1897年3月24日）は、フランスの画家、版画家、美術評論家である。印象派の画家、エドゥアール・マネの友人で、画家エヴァ・ゴンザレスの配偶者であった。

## 略歴
パリで生まれた。1866年から1867年までの兵役についた後、パリ国立高等美術学校で建築を学び始めるが、独学でグラフィック・アートの分野にに転向した。エッチング技法を学び、風俗画家のニコラ・ベルトン（Nicolas Berthon: (1831-1888)からも学んだ。
1873年に創刊された雑誌、「版画によるパリ（Paris à l'eau-forte）」の挿絵を描くようになりパリの展覧会の批評も書くようになった。
1879年にエドゥアール・マネの弟子の画家で、裕福な作家、エマニュエル・ゴンザレス（Emmanuel Gonzalès: 1815-1887）の娘、エヴァ・ゴンザレス (1849–1883）と結婚し、パリ中心の現在のアンリ＝モニエ通り（Rue Henry-Monnier）やフロショ通り（Avenue Frochot）に住み、ノルマンディーのオンフルールの別邸でも過ごした。
1881年に義父のエマニュエル・ゴンザレスの小説のイラストを描き、ヴィクトル・ユーゴーやエドガー・アラン・ポーらの文学作品の挿絵も描いた。1881年から有名な美術雑誌「Gazette des beaux-arts」の版画図版を制作した。
フェリックス・ブラックモン（1833-1914）やフェリックス・ビュオ（1847-1898）、ポール・セザンヌ（1839-1906）、アドルフ＝フェリックス・カルス（1810-1880）、ジュール・シェレ（1836-1932）、エルネスト・カバネル（Ernest Cabaner: 1833-1881）、ノルベール・グヌット（1854-1894）といった画家、版画家と友人になり、マネを通じてアルフレッド・シスレーやジェームズ・マクニール・ホイッスラーとも知り合った。ニナ・ド・カリアス（Nina de Callias）が開いていた著名な文芸的なサロンにもしばしば訪れ、多くの芸術家が集まった「カフェ・ド・ラ・ヌーヴェル・アテーヌ」にも出入りした。マネや妻のエヴァ・ゴンザレスの絵画のモデルを務め、マルスラン・デブータンといったイラストレーターもゲラールの肖像画を描いた。
1883年に息子が生まれた後、妻が亡くなり、1885年に妻の大規模な回顧展を組織した。パリのオークションで、妻の作品を購入した。1888年に妻の妹の画家、ジャンヌ・ゴンザレス（Jeanne Gonzalès: 1856-1924）と再婚した。1893年にヴェネツィアに旅した。
1893年にレジオンドヌール勲章（シュヴァリエ）を受勲した。1896年には療養のためモンテカルロに滞在した後、1897年にパリで亡くなった。

## 作品

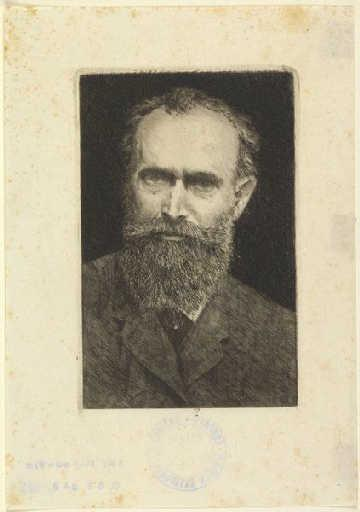
マネの肖像画(1884)
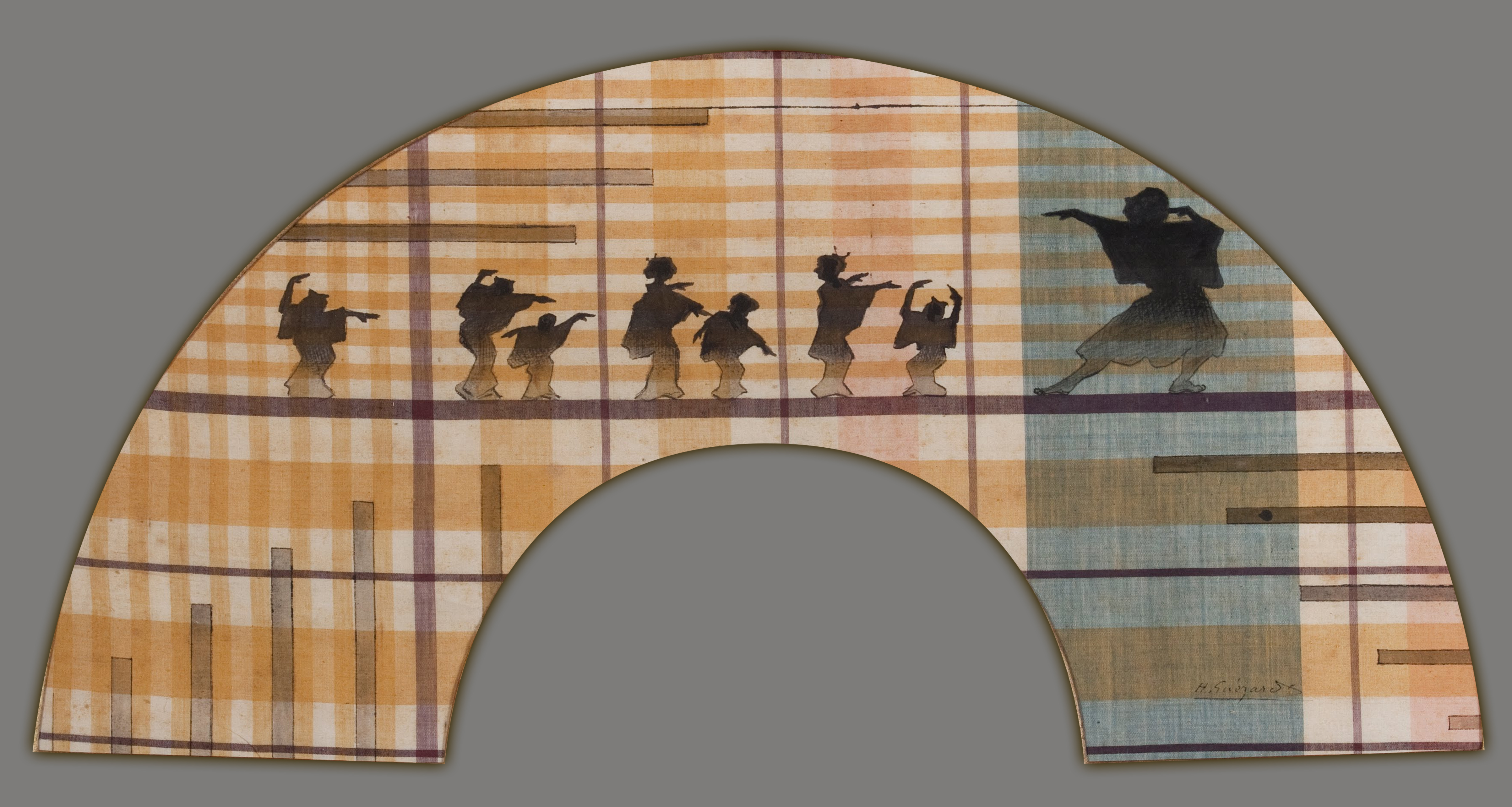
ジャポニスムの作品(1885)
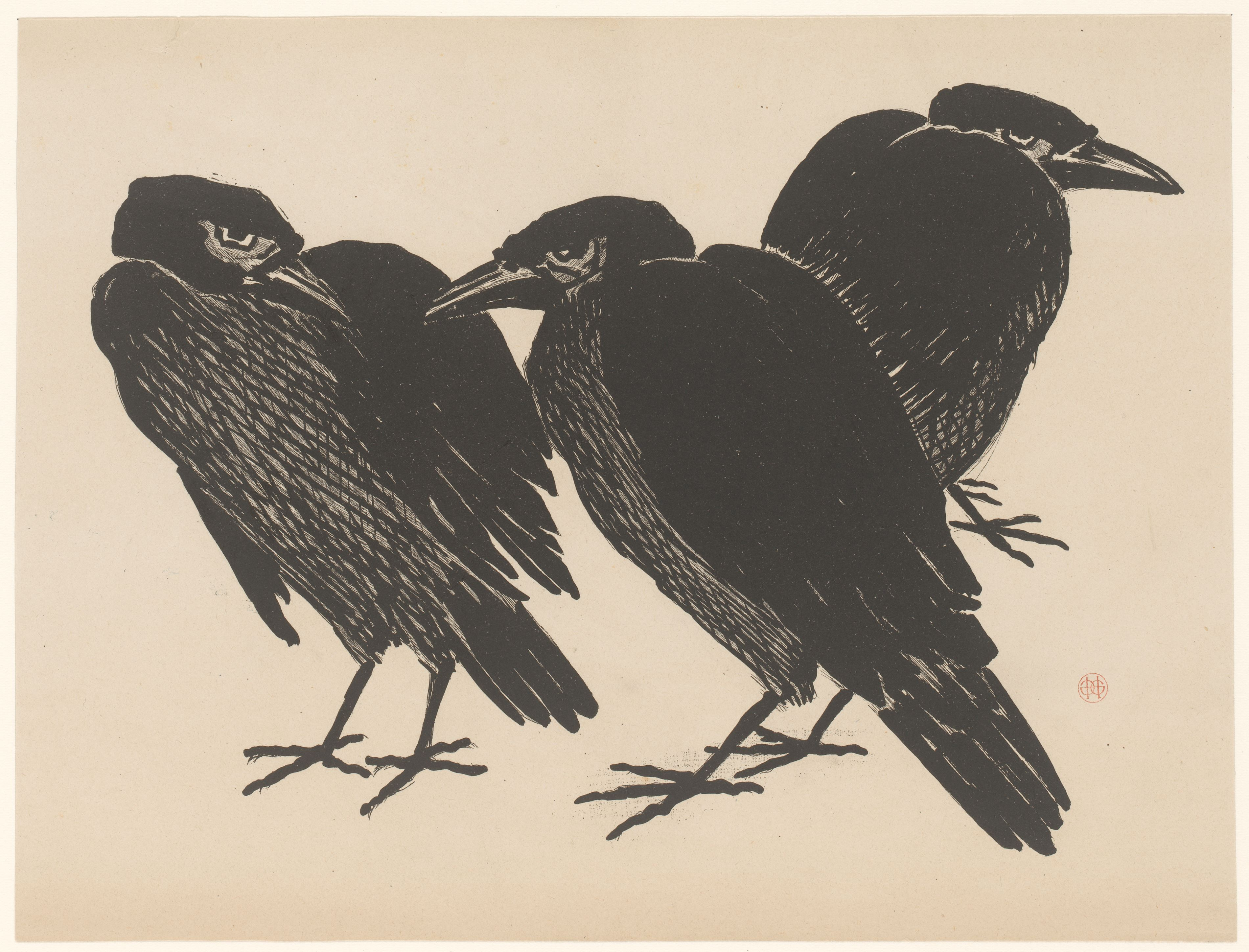
三羽のカラス
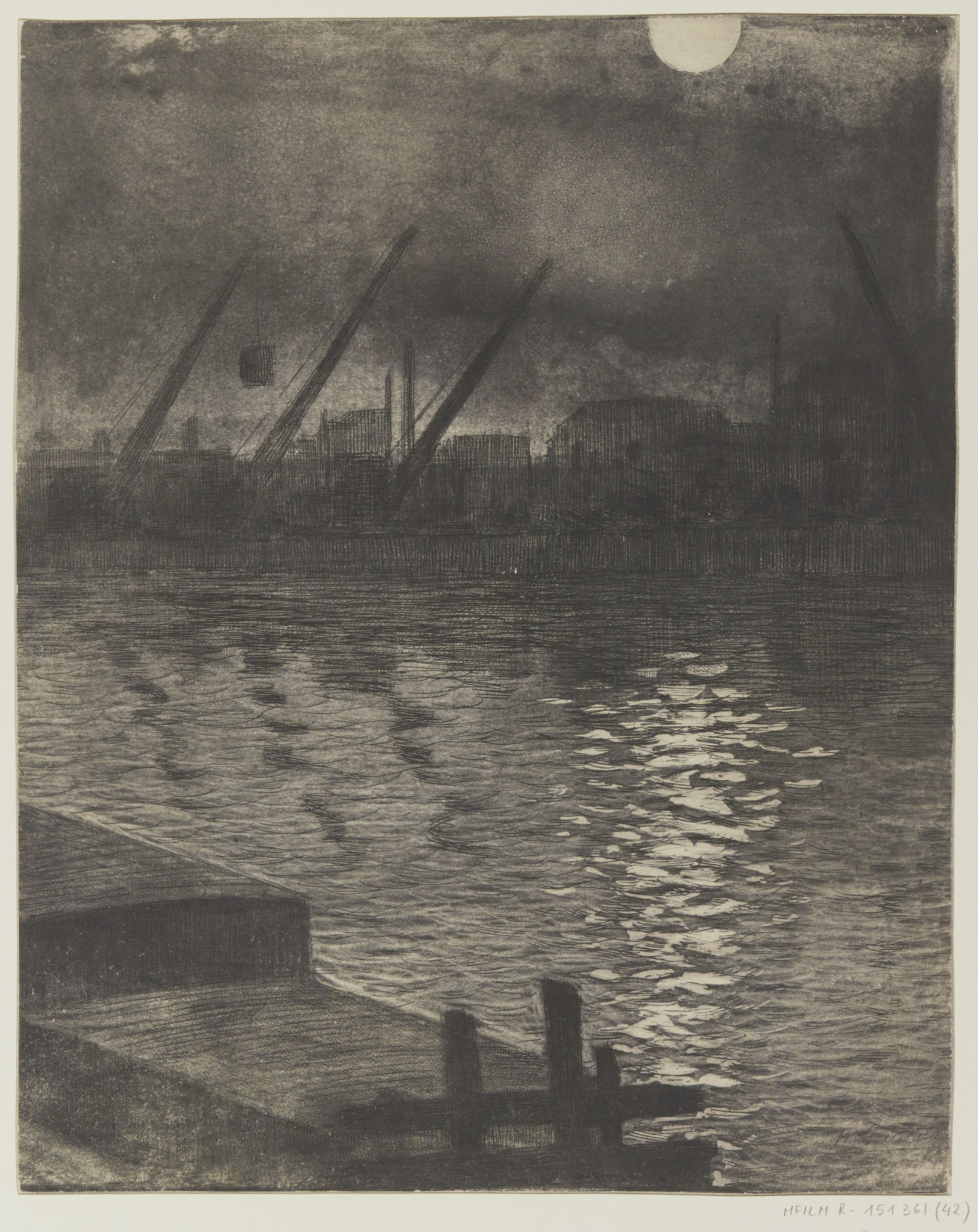
ディエップの浚渫船